# زیبای خفته (فیلم ۱۹۵۹)
زیبای خفته (به انگلیسی: Sleeping Beauty) یک پویانمایی آمریکایی است که در سال ۱۹۵۹ به تهیه‌کنندگی والت دیزنی منتشر شد.
داستان این کارتون بر پایه داستانی به همین نام نوشته شارل پرو، نویسنده فرانسوی است.

## داستان
در زمان‌های قدیم، فرمانروا استفان پس از سالها دارای فرزند می‌شود. او و همسرش نام فرزند را «آرورا» می‌گذارند. در جشن تولد شاهدخت کوچک، سه پری مهربان برای او آرزوهایی می‌کنند. پری اول برای او زیبایی و پری دوم صدای زیبا و دلنشین آرزو می‌کند. وقتی نوبت به پری سوم می‌رسد، جادوگرِ شرور  ان سرزمین حاضر و از اینکه به جشن دعوت نشده خشمگین می‌شود. او جادو می‌کند که شاهدخت در جشن تولد شانزده سالگی‌اش به دلیل برخورد انگشت  اشاره اش با سوزن چرخ نخ‌ریسی جان خود را از دست بدهد.
پادشاه دست به دامان یکی از ان سه پری خوش‌قلب می‌شود. آن پری که قدرت ندارد جادوی جادوگر بزرگ را از بین ببرد، آن را تغییر داده و آرزو می‌کند که آرورا به جای مرگ به خوابی عمیق فرود رود و تنها با بوسه عاشق حقیقی‌اش بیدار شود. پادشاه از وحشت دستور می‌دهد همه دوک‌های نخ‌ریسی در ان سرزمین سوزانده شود و شاهدخت را برای ادامه زندگی همراه با سه پری کوچک به خانه‌ای در قعر جنگل می‌فرستد.
شانزده سال بعد، آرورا در روز تولد شانزده سالگی اش با پرنس فیلیپ در جنگل روبرو می‌شود. پرنس که دلباخته آرورا شده، از او می‌خواهد که بازهم با او ملاقات داشته باشد. آرورا به کلبه بازمی‌گردد و پری‌ها که جشن کوچکی برای تولد او را تدارک دیده‌اند، هویت واقعی شاهدخت را به او می‌گویند و او را آماده می‌کنند که به قصر پدرش برگردد. اما جادوگر که حالا او را یافته، دیوار قصر را برای او باز می‌کند و چرخ نخ ریسی را به او نشان می‌دهد، آرورا به سوزن چرخ دست می‌زند و بیهوش می‌شود.
از طرفی پرنس فیلیپ که به کلبه رفته تا با آرورا ملاقات کند، به دام جادوگر می‌افتد و زندانی می‌شود. سه پری که تنها راه نجات آرورا را پرنس فیلیپ می‌دانند، به کمک او می‌روند و او را از بند رها می‌کنند.
فیلیپ برای نجات آرورا به قصر می‌رود اما در راه به جادوگر برمی‌خورد. جادوگر خود را به اژدها تبدیل می‌کند و فیلیپ با شمشیرش، قلب او را سوراخ می‌کند و او را از بین می‌برد.
سپس به قصر می‌رود و آرورا را می‌بوسد و آرورا از خواب بیدار می‌شود. در پایان آن دو با هم ازدواج می‌کنند.

## صداپیشگان
- مری کاستا در نقش پرنسس آرورا (زیبای خفته)
- بیل شرلی در نقش پرنس فیلیپ
- النور آدلی در نقش ملفیسنت (پلید)
- ورنا فلتون در نقش فلورا
- باربارا لودی در نقش مِری وِدِر
- باربارا جو آلن در نقش فاونا
- تیلور هولمز در نقش شاه استفان (پدر پرنسس آرورا)
- بیل تامپسون در نقش شاه هوبرت (پدر پرنس فلیپ)
- روزا کروسبی در نقش ملکه لیا

## صداپیشگان نسخهٔ فارسی (دوبلهٔ کلاسیک)
دوبله پارسی کارتون «زیبای خفته» یکی از آثار دوران طلایی دوبله در ایران به‌شمار می‌رود. صداپیشگان این نسخه عبارتند از:
- مالفیسنت (جادوگر شرور): ژاله علو
- پرنسس ارورا: زهره شکوفنده
- شاهزاده فیلیپ: خسرو خسروشاهی
- شاه استفان:  اصغر افضلی
- ملکه: فریبا شاهین‌مقدم
- شاه هیوبرت: ایرج ناظریان
- پری مهربان فلورا(قرمز): بدری نوراللهی
- پری مهربان فانا(سبز): منصوره کاتبی
- پری مهربان مری ودر(آبی): سیمین سرکوب